# Lady Be Good (1941)
Lady Be Good is een Amerikaanse muziekfilm uit 1941 onder regie van Norman Z. McLeod en Busby Berkeley.

## Verhaal
Na hun scheiding zijn de liedjesschrijvers Dixie Donegan en Eddie Crane nog altijd verliefd op elkaar. De danseres Marilyn Marsh wil de twee geliefden weer verzoenen.

## Rolverdeling
| Acteur                | Personage        |
| --------------------- | ---------------- |
| Eleanor Powell        | Marilyn Marsh    |
| Ann Sothern           | Dixie Donegan    |
| Robert Young          | Eddie Crane      |
| Lionel Barrymore      | Rechter Murdock  |
| John Carroll (acteur) | Buddy Crawford   |
| Red Skelton           | Joe Willet       |
| Virginia O'Brien      | Lull             |
| Tom Conway            | Mijnheer Blanton |
| Dan Dailey            | Bill Pattison    |
| Reginald Owen         | Max Milton       |
| Rose Hobart           | Mevrouw Wardley  |
| Phil Silvers          | Ceremoniemeester |